# اليوم العالمي لمكافحة خطاب الكراهية
اليوم العالمي لمكافحة خطاب الكراهية يحتفل العالم في 18 يونيو/حزيران من كل عام باليوم العالمي لمكافحة خطاب الكراهية، وهو يوم حددته منظمة الأمم المتحدة. وتهدف الفعاليات لتعزيز الحوار بين الأديان والثقافات والتسامح في مواجهة خطاب الكراهية.